# シント・ユースタティウス島

シント・ユースタティウス島
Sint Eustatius

シント・ユースタティウス島（Sint Eustatius [sɪnt øːˈstaːtsijʏs] ( 音声ファイル)）は、カリブ海のリーワード諸島（小アンティル諸島北部）にある、オランダ領の島である。面積21km2の小さな火山島で、中心地は港町のオラニエスタッド（オレンジタウン）。18世紀には交易の中心地として繁栄した。
かつてはオランダ本国に属する特別自治体（bijzondere gemeente）であったが、2018年にその地位は失われ、オランダ本国が直接統治を行っている。ボネール、シント・ユースタティウスおよびサバ（オランダ領カリブ）と総称される地域の一部である。

## 名称
島の名は聖エウスタティウスにちなんでいる。地元の発音ではシント・ユーステイシャス島 であり、また親しみを込めてステイシャ島（Statia, 発音: /ˈsteɪʃə/） の名でも呼ばれる。

## 地理

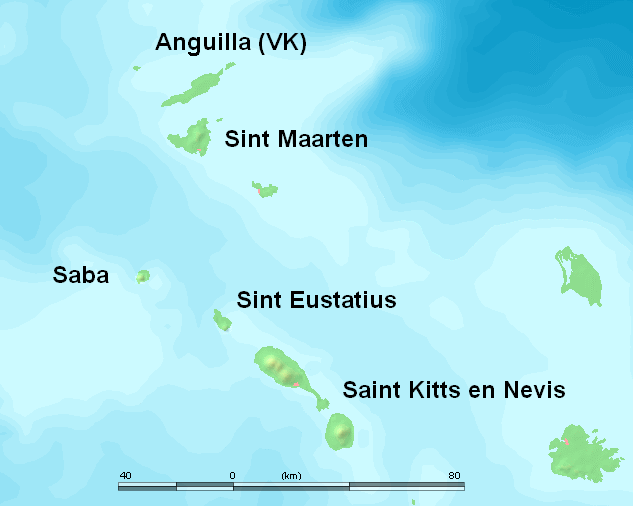
近傍の島々

### 位置
シント・ユースタティウス島は、リーワード諸島の中央部に位置する。セントクリストファー島（セントクリストファー・ネイビス領）の西北に位置する。
西にあるサバ島、北にあるシント・マールテン島とともにオランダ領のいわゆるSSS諸島の一つで、かつてはともにオランダ領アンティルを構成していた。

### 地勢

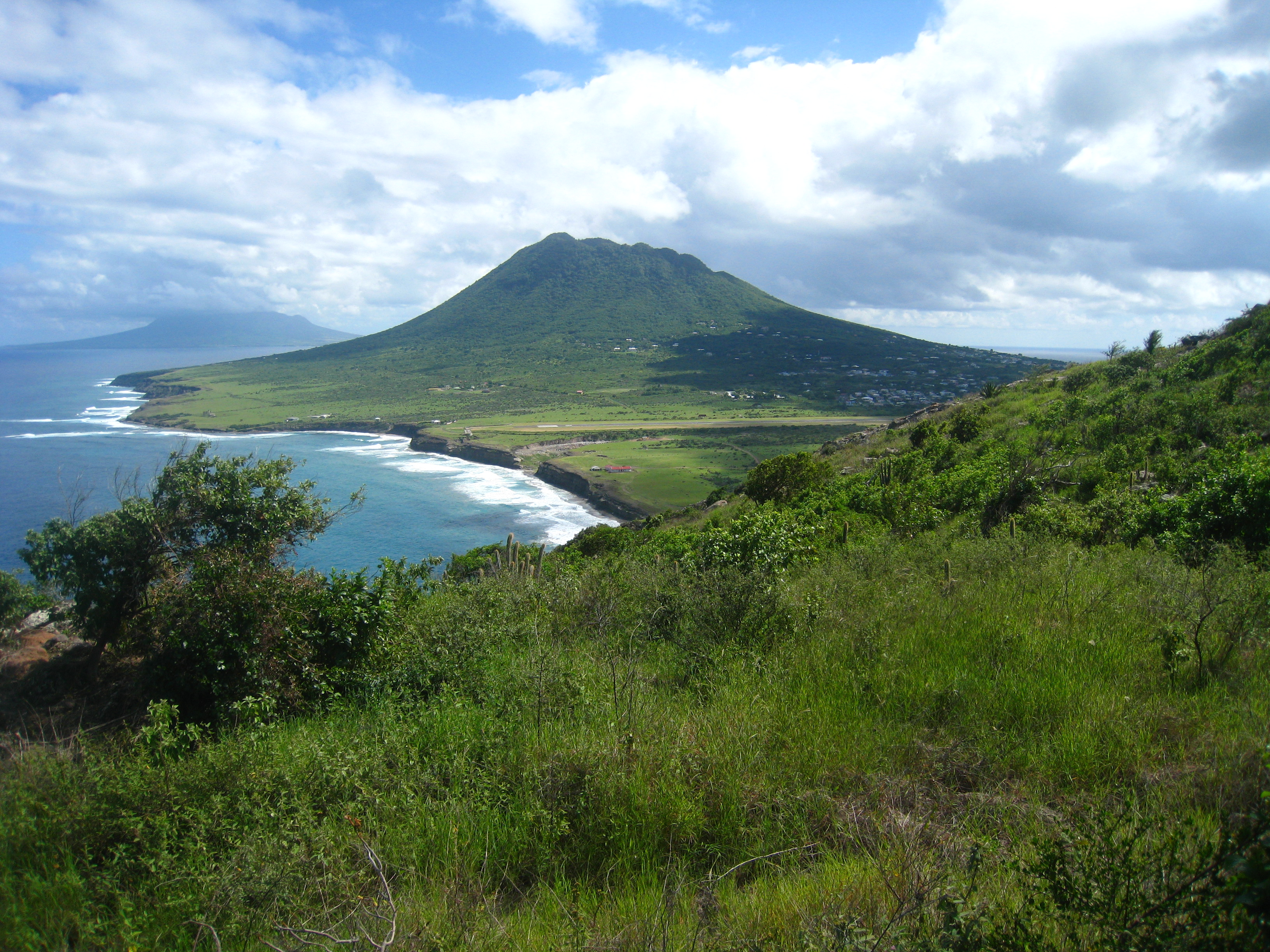
島の東海岸。奥はクイル山。空港滑走路の一部も見える。

シント・ユースタティウス島の最高峰は、島の南部にある休火山のクイール山（The Quill、別名マジンガ山、Mazinga、標高601m）である。島の地形はクイール山を中心とする南部、平坦な中部、丘陵地帯の北部に分けられ、島の旗にもその姿が描かれている。
島の中央部は比較的平坦な土地が広がっており、島の中心集落であるオラニエスタッドの町やF・D・ルーズベルト飛行場がある。オラニエスタッドは島の西海岸、オラニエスタッド湾に面している。
北部は丘陵地帯である。ボーヴェン山（Boven、294m）をはじめとする200m級の丘が多くある。

### 自然
クイール山とボーヴェン山は1998年にクイール/ボーヴェン国立公園に指定され、クイール国立公園に隣接する熱帯多雨林が生い茂る植物地帯はミリアムシュミット植物園となっている。 また、自然豊かな珊瑚礁の島の周辺の海は1996年にシント・ユースタティウス国立海洋公園に指定され、ダイビング地ともなっている。これらの国立公園はシント・ユースタティウス国立公園財団 (STENAPA) が管理している。
- 衛星画像。上が南。
- クイル山。

## 歴史

### ヨーロッパ人による「発見」と繁栄
この島には、もともと先住民のアラワク族が暮らしていた。
1493年、この島はクリストファー・コロンブスにより「発見」され、聖エウスタティウスの名が与えられた。続く150年の間、この島はスペイン・オランダなど多くの国によって領有が主張された。この島の主は、少なくとも22回は替わったとされる。1625年にはフランス人が入植している。
1636年、オランダ西インド会社のゼーラント支社により植民地化された。1678年、シント・ユースタティウス島はサバ島、シント・マールテン島と共にオランダ西インド会社の直轄地となり、行政官（commander）がシント・ユースタティウス島に駐在してこれら3島の統治を行った。この当時、島は砂糖の生産地として重要な役割を占めていた。同時に、こうしたプランテーションの労働力として黒人奴隷も移入された。

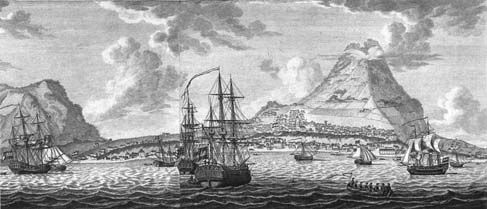
18世紀のシント・ユースタティウス島

18世紀、シント・ユースタティウス島は最盛期を迎え、約2万人の住民が暮らしていたとされる。港には数千の船が出入りし、海辺には商人たちの倉庫が立ち並んだ。ユダヤ人も商人やプランテーション経営者として島にコミュニティを築き、1737年に Honen Dalim シナゴーグが建てられる。これは西半球最古のシナゴーグのひとつである。
繁栄の理由としては、この島がデンマーク領（ヴァージン諸島）、イギリス領（ジャマイカ、セントクリストファー島、バルバドス、アンティグア）、フランス領（セントルシア、グアドループ、マルティニーク）、スペイン領（キューバ、プエルトリコ、イスパニョーラ島）の地理的な中心地にあったこと、1756年以降に中立を保ったこと、自由港でありかつ関税が免除されていた大きな港を擁していたことが挙げられる。島の中心地であるオラニエスタッド（英名でオレンジタウンと呼ばれた）は、大国間の貿易の禁制を無視して商業の中心地として栄え、「黄金の島」ゴールデン・ロック（The Golden Rock）として知られるようになった。

### アメリカ独立戦争とシント・ユースタティウス島

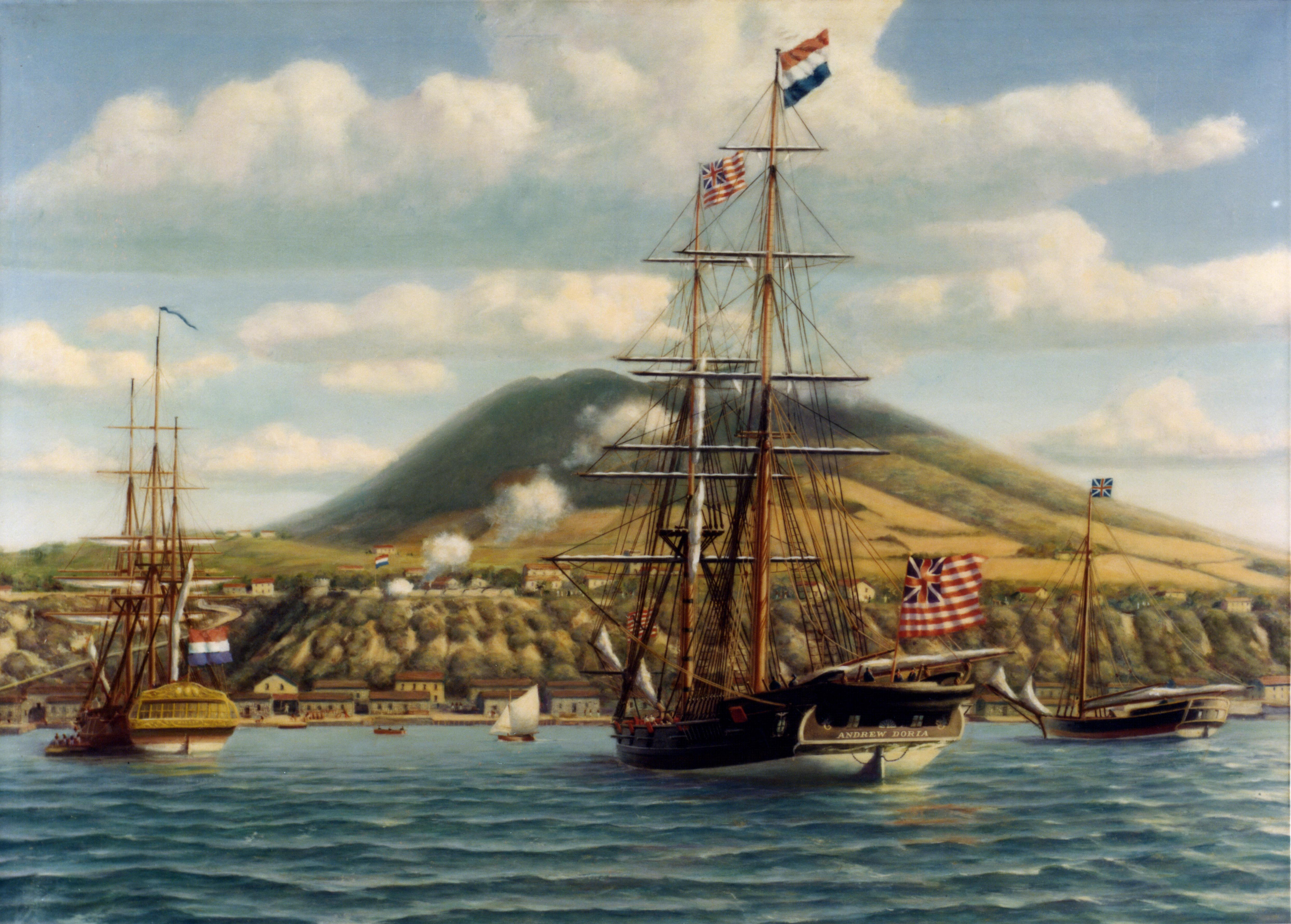
最初の礼砲

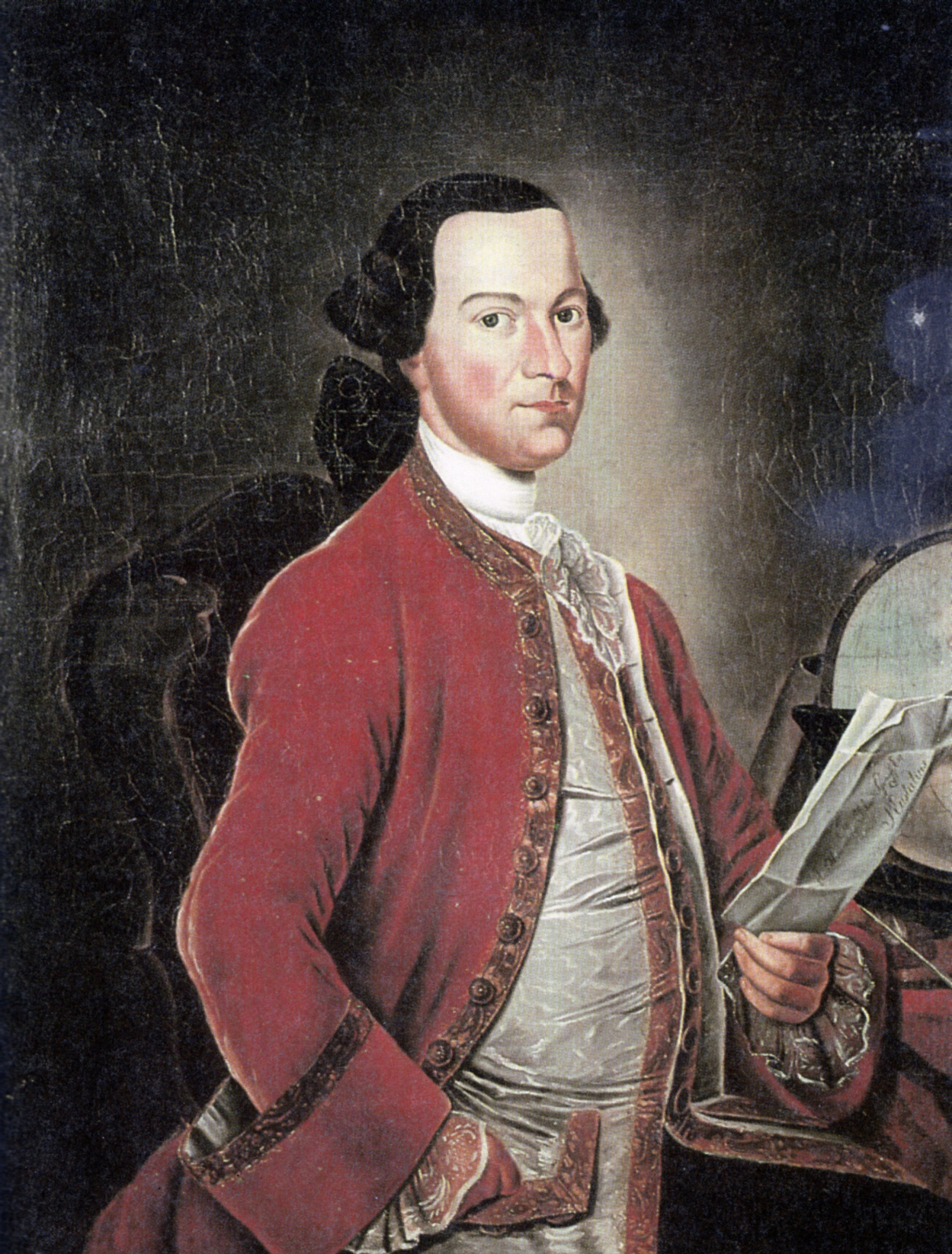
ヨハネス・デグラーフ

シント・ユースタティウス島は、アメリカ独立戦争においても大きな役割を果たした。代金を払いさえすれば武器や弾薬を購入することができるこの島は、13植民地の独立派にとって貴重な武器の供給地であったのである。
1776年7月4日、アメリカ独立宣言が採択された。独立宣言を携えた大陸海軍所属のブリッグ（帆船）「アンドリュー・ドリア」 (Andrew Doria (1775 brig)) は、1776年10月23日に出港、11月16日にシント・ユースタティウス島に到着した。島の知事であったヨハネス・デグラーフ (Johannes de Graeff) は、アンドリュー・ドリアに対してオラニエ砦から礼砲を放った。これはアメリカ合衆国がはじめて国際的承認を受けた出来事であり、アメリカ合衆国では「最初の礼砲」（First Salute）として知られる。この出来事については歴史家バーバラ・タックマンが1988年に発表した『最初の礼砲――アメリカ独立をめぐる世界戦争』（原題：The First Salute: A View of the American Revolution）で描いている。
シント・ユースタティウス島はその後もアメリカ合衆国と貿易を続けたため、イギリスは強く反発した。1778年、マンスフィールド伯 (David Murray, 2nd Earl of Mansfield) はイギリスの議会において「もしもシント・ユースタティウス島が3年前に海へ沈んでいたら、連合王国はとっくにジョージ・ワシントンを始末できていただろう」と演説した。シント・ユースタティウス島における貿易は、第四次英蘭戦争 (Fourth Anglo-Dutch War) 開戦の大きな理由となったのである。1780年12月にイギリスから宣戦が布告されたこの戦争によって、オランダの経済は大打撃を受けることになった。
この間の1780年10月、グレートハリケーンが島を襲った。島は壊滅的な被害を受け、4000人以上の犠牲者を出した。翌1781年2月3日、シント・ユースタティウス島をジョージ・ロドニー提督率いるイギリス艦隊が攻撃した。宣戦布告を承知していなかったデグラーフは降伏し、島はイギリスの占領下に置かれた。占領後まもなく島のユダヤ人たちは24時間の猶予を与えられたのみで強制追放され、シナゴーグはロドニー提督によって放火・破壊された。10か月後、この戦争ではオランダの同盟者であるフランスによって島は占領された。島の統治は1784年にオランダに戻った。
シント・ユースタティウス島の経済的な繁栄のピークは、1795年ごろであったとされる。その後、商業の中心地はキュラソー島やシントマールテン島といったほかのオランダ領の島に移っていき、島は衰微していった。現在でもオラニエスタッドの半分は海に浸かりながら、昔の商業地区の建造物や倉庫跡は往年の栄光を物語っている。

### 19世紀以後

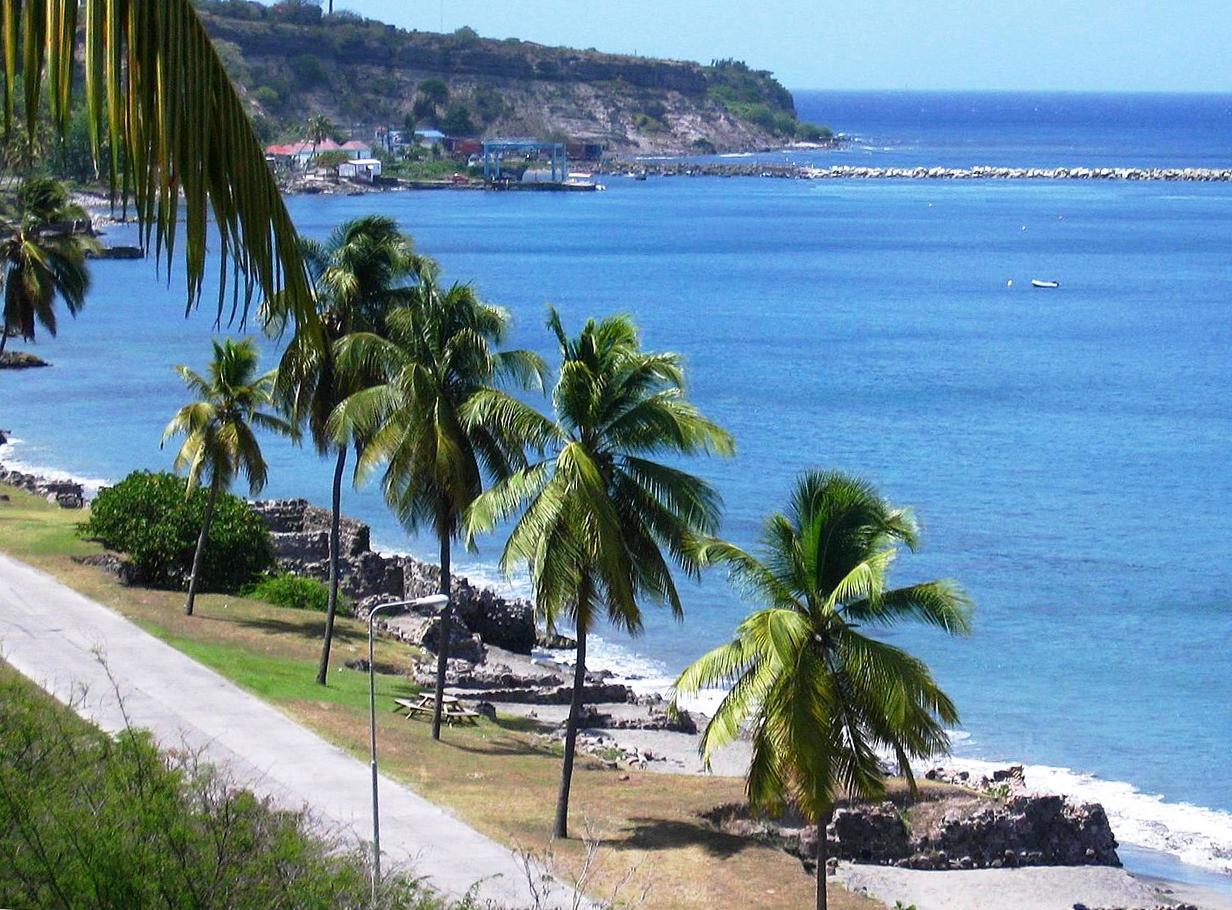
西海岸オラニエ湾にある倉庫跡は、往年の繁栄を物語る

島はその後もオランダ・イギリス・フランスによる争奪の舞台となり、1816年にオランダ領として確定した。1818年にはサバ島、シント・マールテン島と合わせた植民地「シント・ユースタティウスおよび属島」（Sint Eustatius and Dependencies、以下「シント・ユースタティウス植民地」）が設定され、オラニエスタッドがその首府となるが、1828年に「シント・ユースタティウス植民地」は廃止され、「キュラソー植民地」とともにパラマリボを首府とする「西インド植民地」に統合された。1845年に西インド植民地は分割されるが、このとき「シント・ユースタティウス植民地」は再設置されず、シント・ユースタティウス島は「キュラソー植民地」の一部として、キュラソー島ウィレムスタッドのキュラソー総督の管轄下に入ることになった。
1939年12月12日、アメリカのフランクリン・D・ルーズベルト大統領は、戦艦ワイオミングで島を訪問し、アメリカ独立戦争で大きな役割を果たしたシント・ユースタティウス島のヨハネス・デグラーフ知事に敬意を表した。なお、1946年に開港した島の空港は、これを記念してF・D・ルーズベルト飛行場と名付けられた。
1954年、キュラソー植民地の自治権が拡張され、オランダの自治領「オランダ領アンティル」（以下「アンティル」）となった。アンティル構成各島では、アンティルから離脱して単独の自治領として「独立」しようとする動きが活発であったが、シント・ユースタティウス島ではアンティルの維持を求める声が優勢であり、2005年8月の投票では投票者の77％がオランダ領アンティルの維持を、21％がオランダとの密接な関係を求めていた。2010年10月10日にアンティルは解体されたが、島の議会は単独の自治領ではなくオランダの特別自治体となることを選択した。しかしオランダ本国はシント・ユースタティウスが非民主的に動き、オランダ本国の法律が脇に置かれていることを問題視。2018年2月5日、レイモンド・ノップス内務大臣は直接統治に乗り出すことを決定し、2月6日に島の政府機関は解散を命じられた。行政執行者であるユリアン・ウッドリー副知事代行も解任され、2月7日、政府委員にマイク・フランコ(Mike Franco)が任命された。

## 政治
2010年以来、シント・ユースタティウス島は、ボネール島、サバ島とともにオランダの特別自治体と位置づけられ、3島は総称してBES諸島（オランダ領カリブ）と呼ばれた。しかし2018年2月にはオランダ本国が直接統治することを決定した。

## 経済
農作物では自給でヤムイモ、サツマイモを生産している。シント・ユースタティウス島の経済は他のカリブ諸島と比べて、貧弱である。観光産業も島の重要な産業でもある。

## 交通
空港として、F・D・ルーズベルト飛行場がある。

## 教育
1999年、島にはシント・ユースタティウス医科大学 (University of Sint Eustatius School of Medicine) が設立された。この大学にはアメリカ合衆国やカナダなどからの学生が多く在籍し、島の経済にも寄与した。しかし学校運営者が交替し、2013年9月にシント・マールテンに移転、学校名もアメリカ統合科学大学医学部 (The American University of Integrative Sciences, St Maarten School of Medicine)  (AUIS) となった。

## 住民
2001年の国勢調査によれば、島の人口は2,292名であった。2004年には2,498人の住民が記録されている。
アフリカ系の黒人が85%とほとんどで、残りはオランダ人を中心としたヨーロッパ系白人や黒人の混血、先住民カリブ族の血を引く者などである。
公用語はオランダ語だが、英語も通じる。このほか、英語をベースとしたクレオール言語も話されている。
宗教はキリスト教（ローマ・カトリックとプロテスタント）。